# Wojna podwodna w latach 1914–1918
Wojna podwodna w latach 1914–1918 – pierwsze w historii starcie na dużą skalę flot podwodnych świata oraz sił zwalczania okrętów podwodnych podczas I wojny światowej.
W momencie wybuchu I wojny światowej brytyjska Royal Navy i francuska Marine nationale były największymi na świecie użytkownikami okrętów podwodnych; każda z tych flot miała dwukrotnie więcej okrętów podwodnych niż flota cesarskich Niemiec. Ówczesna flota rosyjska miała stosunkowo długą tradycję operacji podwodnych, jej siły były jednak podzielone między Bałtyk i Morze Czarne. Żadna z flot nie posiadała klarownej doktryny użycia swoich sił podwodnych, ani rzeczywistej świadomości, w jakim kierunku mogą rozwinąć się przyszłe wojenne operacje podwodne.

## Przebieg działań

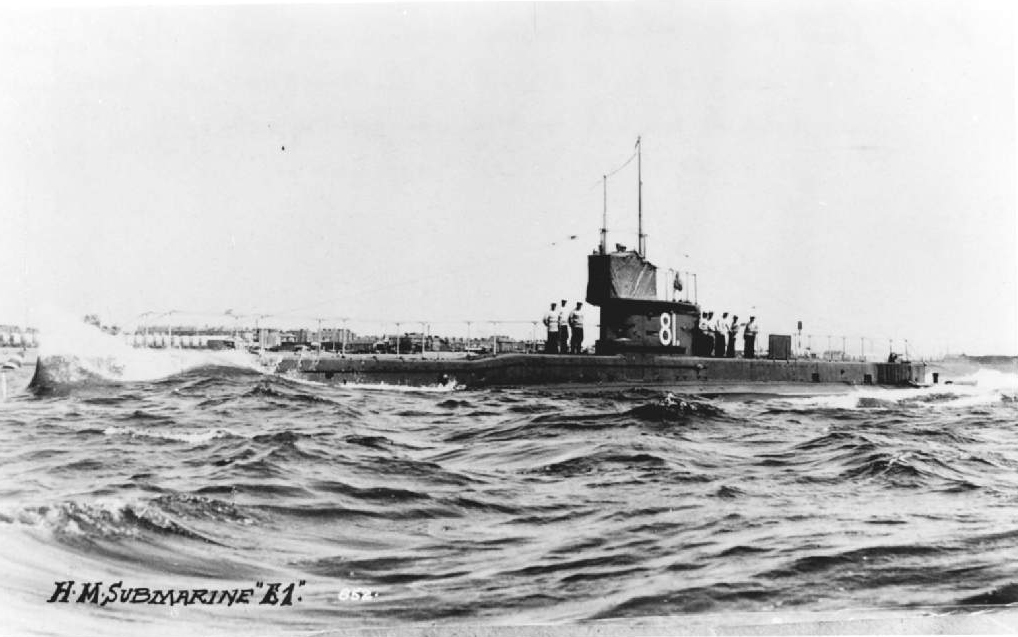
Brytyjski HMS E1

Główne brytyjskie siły podwodne z najnowocześniejszymi okrętami dalekiego zasięgu skupione były w 8. Flotylli Okrętów Podwodnych bazującej w Harwich. Podstawowym zadaniem tych okrętów były ofensywne patrole wzdłuż wybrzeży Niemiec. Starsze okręty o krótszym zasięgu rozmieszczone były w Grimsby, Dover i w Portsmouth, zaś ich zadaniem były patrole o charakterze defensywnym wzdłuż wschodniego i południowego wybrzeża. Francuskie okręty podwodne operowały początkowo w kanale La Manche, w celu tworzenia bariery ochraniającej transporty wojsk z Afryki Północnej do metropolii francuskiej. Flota brytyjska podjęła kilka prób współdziałania okrętów podwodnych z jednostkami nawodnymi w celu zastawienia pułapki i zniszczenia niemieckiej Hochseeflotte, operacje te nie były zbyt udane, jednak Morze Północne z niemieckimi liniami transportowymi stało się w trakcie wojny regularnym miejscem patroli brytyjskich okrętów podwodnych. Jednostki te odniosły pewne sukcesy, zmuszając Niemców do ostrożności w swoich operacjach, jednakże ogólnie nie były zbyt efektywne. Rosja miała na Bałtyku 8 jednostek, z których jednak jedynie jedna zdolna była do prowadzenia działań o większym zasięgu, stąd też Wielka Brytania wysłała na Bałtyk swoje okręty: E1 i E9 celem atakowania linii komunikacyjnych między Szwecją a Niemcami. W roku 1915 liczba okrętów brytyjskich na Bałtyku zwiększyła się o cztery kolejne jednostki. 19 sierpnia 1915 roku E1 uszkodził krążownik liniowy „Von der Tann”, a 23 października E8 zniszczył krążownik pancerny „Prinz Adalbert”. Dodatkowo, brytyjskie i rosyjskie okręty podwodne zatopiły bądź zajęły 17 frachtowców, zaś 4 inne zmusiły do wejścia na mieliznę. To wszystko skłoniło marynarki wojenne Szwecji i Niemiec do podjęcia wysiłku konwojowania statków, co spowodowało radykalne zmniejszenie strat.
Angielsko-francuski atak na Dardanele w kwietniu 1915 roku spowodował wysłanie okrętów na Morze Marmara w celu atakowania tureckiego transportu morskiego i okrętów wspierających. Próbę przejścia podjęło 13 okrętów, udało się to jedynie czterem jednostkom, a po cztery okręty z każdej floty zostały zatopione. Okręty podwodne zatopiły jednak turecki pancernik „Hayreddin Barbarossa”, okręt obrony wybrzeża „Messudiyeh”, 6 mniejszych okrętów, 55 statków handlowych i 148 żaglowców, choć niektóre z tych następnie zostały uratowane. Aż do wybuchu rewolucji w Rosji działania przeciw flocie tureckiej prowadziła także rosyjska marynarka wojenna, której działalność na Morzu Czarnym spowodowała poważne zakłócenia dostaw węgla dla floty w Stambule, co znacznie obniżyło jej sprawność bojową.
W 1914 roku Francja wysłała okręty podwodne na Adriatyk, tracąc przy tym usiłujący 8 grudnia przeniknąć do austriackiej bazy w Pula okręt „Curie” typu Brumaire. Po przystąpieniu do wojny Włoch do 6 jednostek francuskich dołączyło około 20 okrętów włoskich. Obie strony konfliktu prowadziły na Adriatyku operacje polegające na ataku z zaskoczenia i ucieczce, w których operacje okrętów podwodnych odegrały niepoślednią rolę, choć nie odniosły wielkich sukcesów – łącznie zatopiły 6 małych okrętów wojennych i mniej niż 50 statków, tracąc przy tym 12 własnych jednostek.
Alianckie jednostki podwodne wzięły udział także w działaniach przeciwpodwodnych. Między majem a październikiem 1915 roku Wielka Brytania rozpoczęła działania przy pomocy okrętów podwodnych holowanych przez uzbrojone trawlery. Po wykryciu niemieckiego U-Boota, holowany okręt podwodny miał przeprowadzać atak na jednostkę niemiecką. Brytyjczycy szybko jednak zarzucili tę taktykę, gdyż Niemcy zorientowali się w jej założeniach. W ostatnich dwóch latach wojny walka przeciwpodwodna stała się jednak podstawowym zadaniem brytyjskich okrętów podwodnych, w marcu 1918 roku wzmocnionych przez jednostki US Navy. Wspólna kampania wokół Wysp Brytyjskich przyniosła efekt w postaci 13 zatopionych U-Bootów – na 390 prób ataku. Niska skuteczność była w pierwszym rzędzie konsekwencją niewielkiej prędkości podwodnej. Doprowadziło to do rozwoju nowego typu jednostek typu R, których prędkość podwodna niemal dwukrotnie przekraczała prędkość na powierzchni. Okręty te weszły jednak do służby zbyt późno, aby wywrzeć wpływ na przebieg wojny.

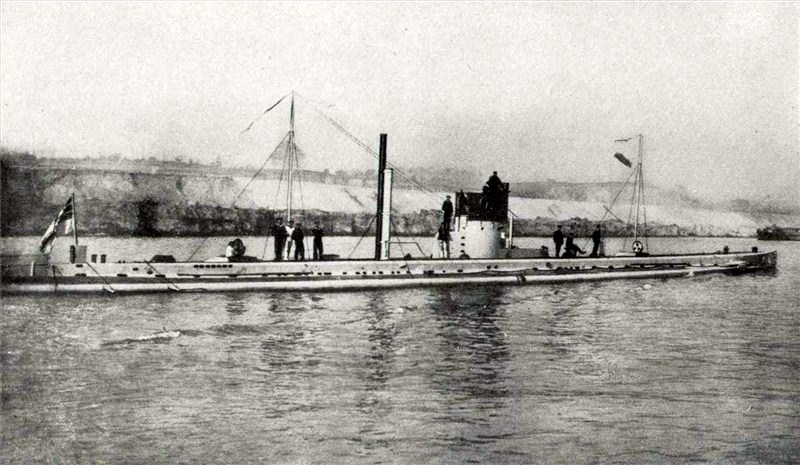
Niemiecki U-9

W momencie wybuchu wojny w 1914 roku zarówno Niemcy, jak i Austro-Węgry miały małe, ale relatywnie nowoczesne floty podwodne (31 operacyjnie czynnych U-Bootów we flocie niemieckiej i 5 jednostek Austro-Węgier). Podobnie jak Ententa, państwa te nie miały jasnej doktryny wykorzystania tej klasy okrętów. Niemcy przyjęły jednak strategię kleinkriegu, starając się postawić jednostki Grand Fleet w niekorzystnej sytuacji i zmniejszyć brytyjską flotę za pomocą min i okrętów podwodnych. W 1914 roku niemieckie U-Booty zademonstrowały większą zdolność bojową niż wskazywały na to przedwojenne ćwiczenia, odnosząc znaczące sukcesy. 5 września 1914 roku niemiecki U-21 zatopił należący do Royal Navy lekki krążownik HMS „Pathfinder”, co stanowiło pierwsze w historii zatopienie wrogiego okrętu za pomocą torpedy wystrzelonej spod wody. Najbardziej spektakularnym sukcesem tego okresu było zatopienie 22 września trzech brytyjskich krążowników pancernych HMS „Aboukir”, „Hogue” i „Cressy”. Dowodzony przez Ottona Weddigena U-9 zatopił je w ciągu mniej niż godziny. Royal Navy szybko doszła do przekonania, że niemieckie okręty podwodne są największym zagrożeniem dla jej prymatu. Niezależnie od tego sukcesu, już w 1915 roku stało się jasnym, że strategia kleinkriegu nie jest skuteczna. Przyjęta przez Royal Navy strategia dalekiej blokady efektywnie zamykała Niemcom dostęp do większości zagranicznych linii komunikacyjnych, podczas gdy Great Fleet – trzymając się daleko od pułapek zastawianych przez niemieckie okręty – skutecznie odcinała Hochseeflotte, poważnie jej szkodząc.
Niemieckie okręty podwodne nie przeprowadziły żadnej skoordynowanej kampanii przeciw statkom handlowym aliantów: transport do Francji Brytyjskiego Korpusu Ekspedycyjnego, a następnie zaopatrzenia dla niego, został przeprowadzony praktycznie bez przeszkód ze strony niemieckiej floty. Niemieckie okręty podwodne zademonstrowały jednak, że U-Booty mogą być efektywne w tej roli, nawet uwzględniając ograniczenia wynikające z Deklaracji Londyńskiej z 1909 roku, która nakładała na okręty wojenne obowiązek brania na pokłada załóg statków i pasażerów, bądź zapewnienia im bezpieczeństwa w inny sposób przed zatopieniem. Wzrastająca liczba oficerów niemieckiej marynarki, podobnie jak polityków i biznesmenów, zaczęła postulować „kontrblokadę” Wielkiej Brytanii, z użyciem okrętów podwodnych do ataku i zatapiania wszystkich brytyjskich i neutralnych statków dowożących towary na wyspy. Rząd niemiecki zdawał sobie sprawę z reperkusji wiążących się z atakowaniem jednostek państw naturalnych, zwłaszcza Stanów Zjednoczonych, uznał jednak w końcu, że sprawa warta jest podjęcia ryzyka. 4 lutego 1915 roku wody wokół Wielkiej Brytanii i Irlandii, włączając w to cały kanał La Manche i zachodnią część Morza Północnego, ogłoszone zostały „strefą wojny”, wewnątrz której zatopiony zostanie każdy statek transportowy, brytyjski bądź neutralny, bez zastosowania środków niezbędnych do zapewnienia bezpieczeństwa załogom i pasażerom. W ten sposób, dysponując bardzo ograniczonymi zasobami, marynarka niemiecka rozpoczęła swoją pierwszą nieograniczoną wojnę podwodną przeciw żegludze handlowej, zaś skierowane do wszystkich państw i armatorów wyraźne ostrzeżenie przed wpływaniem w zamknięty obszar wokół wysp brytyjskich, dawało się prawnie pogodzić z postanowieniami Deklaracji Londyńskiej i zdaniem wielu zaspokajało wynikające z niej wymagania.

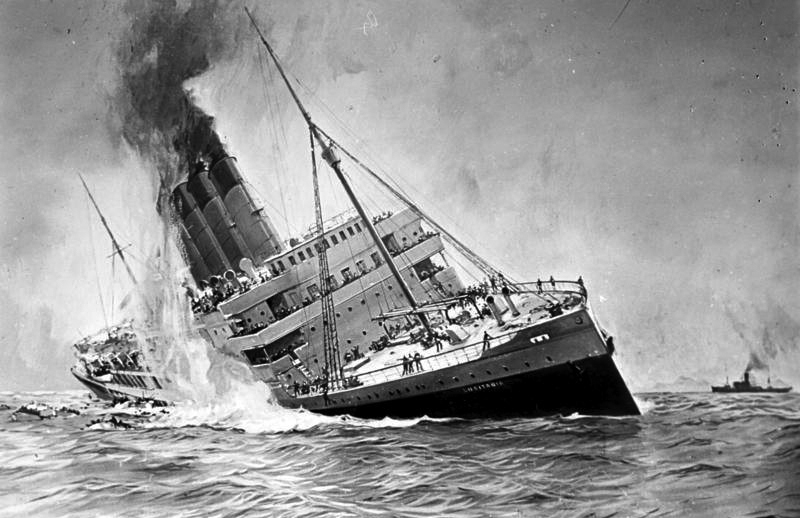
„Lusitania” tonąca po storpedowaniu przez U-20

Niemiecka flota dysponowała zasadniczo nie więcej niż 25 operacyjnymi okrętami podwodnymi, z których jedynie około 1/3 była w każdym czasie na swoich pozycjach bojowych. Kampania rozpoczęła się 28 lutego i niezależnie od małej liczby dostępnych okrętów przebiegała bardzo dobrze. Tylko w marcu Niemcy zatopili 29 statków o łącznym tonażu 89 500 BRT, 33 statki (38 600 BRT) w kwietniu, 53 (126 900 BRT) w maju, 114 (115 291 BRT) w czerwcu, 86 (98 005 BRT) w lipcu, 107 (182 772 BRT) w sierpniu i 58 statków (136 048 BRT) we wrześniu. Brytyjska flota zatopiła wprawdzie 15 U-Bootów, w tym samym czasie jednak Niemcy wprowadzili do służby 25 nowych okrętów. Niemieckie poczynania wywołały ostre reperkusje w stosunkach z państwami neutralnymi, toteż Niemcy zaproponowały krajom neutralnym odszkodowania, a następnie zakazały ataków na ich jednostki. Największym jednak ciosem dla niemieckiej nieograniczonej wojny podwodnej było zatopienie bez ostrzeżenia liniowca „Lusitania”. Dowodzony przez Waltera Schwiegera U-20, 7 maja 1915 roku zatopił pasażerski transatlantyk, w wyniku czego śmierć poniosło 1201 pasażerów i członków załogi, w tym 128 obywateli USA, co spowodowało wielki zatarg dyplomatyczny z USA, wzmocniony jeszcze przez storpedowanie bez ostrzeżenia amerykańskiego statku „Nebraskan”. W efekcie kanclerz Bethmann-Hollweg zakazał wszelkich ataków na duże statki pasażerskie bez względu na banderę, pod jaką płyną. Kiedy dowódcą niemieckiej marynarki został Henning von Holtzendorff, 18 września 1915 roku zatrzymał on większość operacji niemieckich U-Bootów przeciwko statkom. Ograniczył on także wszelkie inne operacje do zasad wynikających z Deklaracji Londyńskiej, kończąc nieograniczoną wojnę podwodną. Do września 1915 roku Brytyjczycy stracili statki o łącznym tonażu 1 294 000 BRT, jednak tonaż nowo wybudowanych do tego czasu statków wyniósł 1 233 000 BRT, a zajęte statki nieprzyjacielskie dodały do tego bilansu dodatkowe 682 000 ton. W ograniczonej kampanii podwodnej między październikiem 1915 a lutym 1916 roku, U-Booty zatopiły 209 statków o łącznym tonażu 506 026 BRT. 29 lutego, zezwolono niemieckim okrętom na ataki bez ostrzeżenia na uzbrojone statki handlowe, przez co wojna morska ponownie uległa zaostrzeniu. Zatopienie bez ostrzeżenia francuskiego parowca „Sussex”, w wyniku czego śmierć poniosło 50 pasażerów i członków załogi, ponownie zaostrzyło stosunki ze Stanami Zjednoczonymi, w związku z czym 24 kwietnia Holtzendorff przywrócił swój rozkaz nakazujący niemieckim okrętom działanie zgodnie z postanowieniami Deklaracji Londyńskiej.
Decyzja o ponownym rozpoczęciu kampanii nieograniczonej zapadła 9 stycznia 1917 roku, po brytyjskiej odmowie zawarcia pokoju w Europie Zachodniej. Tym razem w kampanii wzięło udział już około 120 okrętów podwodnych, a straty brytyjskie natychmiast wzrosły dramatycznie, do 564 497 BRT w marcu i 860 334 BRT w kwietniu, przy stracie zaledwie niemieckich 9 okrętów podwodnych. Wprowadzenie przez Wielką Brytanię systemu konwojów spowodowało znaczny spadek strat, z 696 725 ton w czerwcu do 302 599 BRT w listopadzie 1917 roku. Rosły niemieckie straty – w 1918 roku, aż do zawieszenia broni 11 listopada, niemieckie okręty zatopiły łącznie 2 753 882 BRT przy stratach własnych wynoszących 120 jednostek. Sytuacja ta doprowadziła do załamania się niemieckiej kampanii nieograniczonej wojny podwodnej.